# 紇石烈牙吾塔
紇石烈牙吾塔（？—1231年），金朝末年将领，姓紇石烈，又作牙古塔、牙吾太、牙忽帶。漢名志，女真人。
紇石烈牙吾塔性格凶悍喜战，贞祐二年（1214年），同親軍出任軍中提控，隨仆散安貞镇压刘二祖，俘虜宣差程寬、招軍大使程福八千餘人。破巨蒙和馬耳山寨。貞祐四年（1216年），任欄通渡經略使，晋升元帥左都監。十二月，任行山东西路兵马都总管府事，兼任武宁军节度使、徐州管内观察使。兴定年间和南宋军队交战，在泗州、盱眙、濠州、滁州连续击败宋军。威震淮泗。他喜欢用鼓椎打人，人称卢鼓椎，大人用卢鼓椎的名字来吓唬小孩。元光元年（1222年）五月，以京东便宜总帅兼行户部、工部事。次年，三千宋军渡淮河，砍伐护堤柳树，塞入汴河断金国粮道，他派遣一千精兵击破，俘获宋军七百人，汴河重新复通。在邳州擊破叛將納合六哥。正大三年（1226年），蒙古帝國攻打西夏，他作為靈寶總帥，和陝州總帥完顏訛可商議援救西夏之策。正大四年（1227年），攻取平阳。正大六年（1229年）和樞密副使移剌蒲阿救援慶陽。正大七年（1230年），在大昌原大战，为副左元帅屯守京兆府。正大八年（1231年），蒙古兵入陕西，他把居民迁居到河南，放弃京兆府东回。五月，得寒疾而死。他为人凶狠，喜好结交小人，不听朝廷节制。不喜欢文士，僚属长裾都被他用刀截去。经常污辱朝廷来使，以酒食招待来使，有人推辞不饮酒，就不给食物，使人饿着离开。他请司农少卿张用章喝酒，张用章以寒疾推辞，他让属下拿来艾草，把张用章卧在床上，灸数十次。让妓女佩戴银符，到属下州县索贿，州将的妻子都远出迎接重重贿赂，号称省差行首。

## 传記資料
- 《金史》 列传第四十九